# 彭歌祥
彭歌祥（？年—？年），號點平，南直隶苏州府長洲縣人，直隶大兴县籍。明朝政治人物。

## 生平
崇祯三年中举。崇祯四年（1631年）联捷辛未科進士。初授南京武学教授，五年丁忧去职。八年补武学教授，升国子助教，九年升南京虞衡司主事，十二年补授礼部精膳司主事，升主客司员外，十三年升广东右参议，管海道。